# Louge
A Louge folyó Franciaország területén, a Garonne bal oldali mellékfolyója.

## Földrajzi adatok
Haute-Garonne megyében ered a Lannemezan-fennsíkon, és Muret-nél torkollik a Garonne-ba. Hossza 100 km, az átlagos vízhozama 6,14 m³ másodpercenként.

## Megyék és városok a folyó mentén
- Haute-Garonne : le Fousseret , Peyssies , Muret

Mellékfolyóја a Nére.